# Issouf Paro
Issouf Paro (Bobo-Dioulasso, 16 ottobre 1994) è un calciatore burkinabé, difensore dell'Araz.

## Carriera

### Club
Ha giocato nella prima divisione burkinabé ed in quella sudafricana.

### Nazionale
Ha esordito in nazionale nel 2015. Nel 2017 ha partecipato alla Coppa d'Africa.

## Palmarès

### Club

#### Competizioni nazionali
- Championnat National: 1

Concarneau: 2022-2023